# Восилюте-Даугуветене, Петронеле Ионовна
Петронеле Ионовна Восилюте-Даугуветене (лит. Petronėlė Vosyliūtė-Dauguvietienė; 30 мая 1899, Мариямполе — 13 мая 1986, Вильнюс) — литовская советская театральная актриса. Народная артистка Литовской ССР (1959).

## Биография
Родилась 30 мая 1899 в городе Мариямполе, Сувалкская губерния, Российская империя.
Ещё обучаясь в Мариямпольской гимназии участвовала в театральных постановках, во время Первой мировой войны гимназия была эвакуирована в Ярославль, в 1918 году окончив гимназию училась в драматической студии Пролеткульта в Москве.
В 1919—1922 годах училась в актёрской школе Антана Суткауса играя в основанном им сатирическом театре «Оборотень» («Vilkolakis») в Каунасе.
В 1922—1942 годах — актриса Каунасского драматического театра.
В 1947—1955 годах — актриса Государственного академического театра драмы Литовской ССР.

Общественность Литовской ССР отметила 40-летие сценической деятельности актрисы Государственного академического театра драмы, народной артистки республики Петронеле Восилюте Даугуветене. С участием юбиляра были показаны четвертое действие пьесы А. Чехова «Вишнёвый сад» и в сотый раз комедия Б. Даугуветиса « Жалдокине».— журнал «Театр», 1959 год
Умерла в 1986 году в Вильнюсе.
Муж — театральный режиссёр Борис Даугуветис (1885—1949), дочь — актриса Галина Даугуветите (1926—2015).

## Награды
- Народная артистка Литовской ССР (1959)
- Почётная грамота Президимума Верховного Совета Литовской ССР (1959)

## Фильмография
- 1959 — Живые герои / Gyvieji didvyriai (киноальманах, новелла «Последний выстрел») — эпизод (нет в титрах)
- 1963 — Берёзы на ветру / Beržai svyruokliai — Раудене, свекровь Оны